# Ulytaū
Ulytaū är en bergskedja i Kazakstan.   Den ligger i oblystet Qaraghandy, i den centrala delen av landet, 500 km sydväst om huvudstaden Astana.